# Wólka Cybulska
Wólka Cybulska est un village polonais de la voïvodie de Varmie-Mazurie, dans le powiat de Giżycko.